# Ньюеллс Олд Бойз
«Ньюеллс Олд Бойз» (ісп. Club Atlético Newell's Old Boys) — аргентинський спортивний клуб з міста Росаріо. Заснований 3 листопада 1903 року і названий на честь Ісаака Ньюелла, засновника коледжу, при якому з'явився клуб. З 1905 року має футбольну команду, яка з 1939 року бере участь у матчах Першого дивізіону чемпіонату Аргентини. Займає 90-ту позицію у рейтингу найкращих футбольних клубів світу за версією IFFHS. Класичним суперником «Ньюеллс Олд Бойз» є футбольний клуб «Росаріо Сентраль». Дербі цих команд має назву Класіко Росаріо.

## Здобутки
- 5-разовий Чемпіон Аргентини: Metropolitano 1974, 1987/88, 1990/91, Clausura 1992 і Apertura 2004
- 2-разовий віце-чемпіон Кубку Лібертадорес: 1988 і 1992

## Відомі гравці
- Херардо Мартіно — провів найбільше матчів за клуб (505)[4][5]
- Віктор Рамос — забив найбільше голів за клуб (104)[4][5]
- Дієго Марадона
- Габріель Батістута
- Ліонель Мессі